# سد شنی

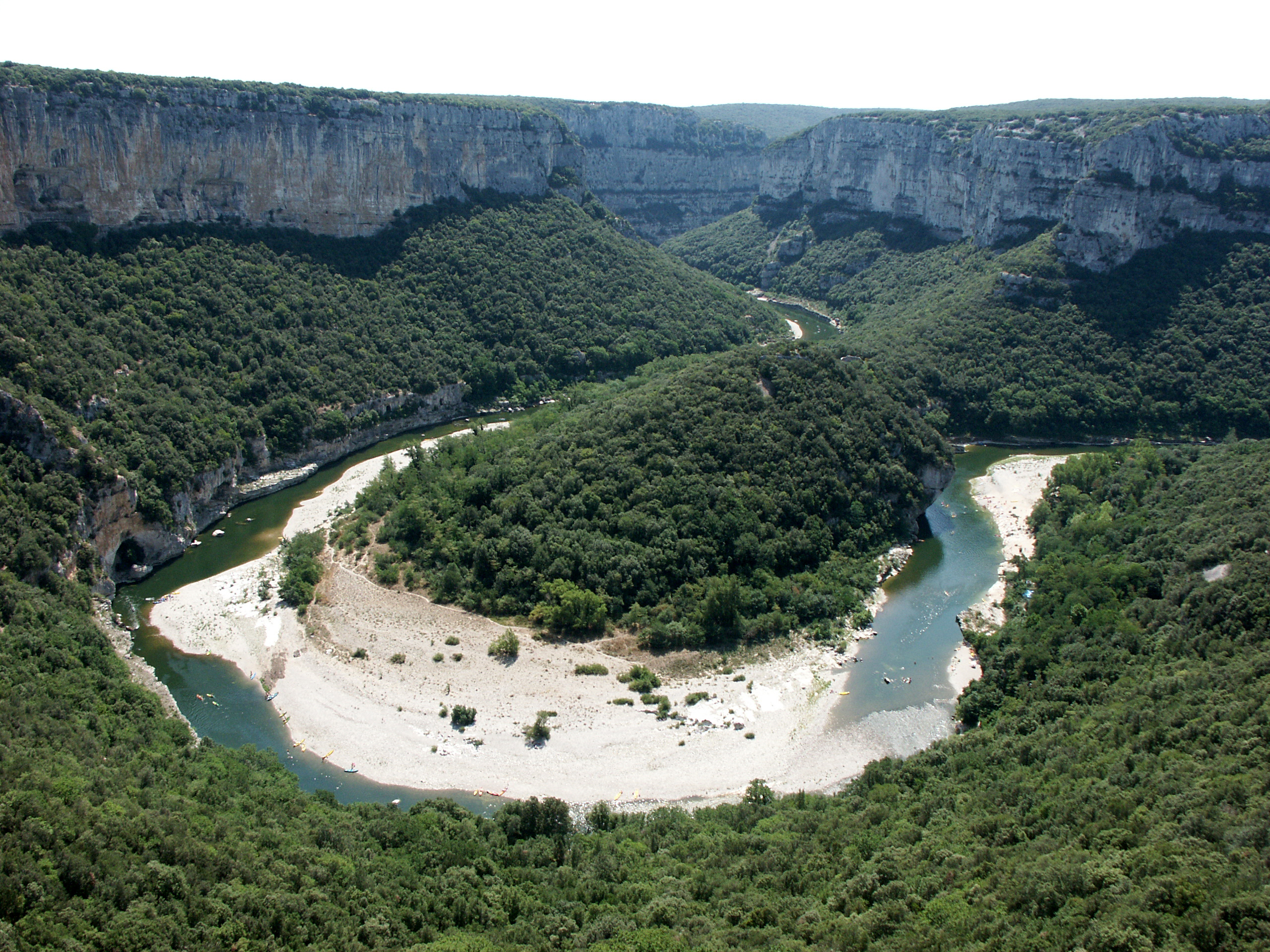
سد شنی در یک پیچان‌رود در فرانسه.

سد شنی (انگلیسی: Bar) در مورفولوژی رودخانه به نقطه‌ای مرتفع از نهشته‌ها (مانند ماسه، شن) در یک رود گفته می‌شود که توسط جریان آب رسوب‌گذاری شده است. انواع سد شنی عبارت است از: سد شاخه‌ای که در رودخانه‌های شریانی دیده می‌شود، سد شنی پیچان‌رودی که در پیچان‌رودها دیده می‌شود، و سد دهانه‌ای که در دلتای رودها دیده می‌شود.
سدهای شنی معمولاً در کم‌ژرفاترین و کم‌سرعت‌ترین بخش از رودها و روانهها پدید آمده و اغلب موازی با ساحل بوده و دورترین نقاط از تالوگ رودخانه را اشغال می‌کنند.
محل و موقعیت سدهای شنی توسط ویژگی‌های هندسی رودخانه و جریان آن تعیین می‌شود. در زمان تشکیل پیچان‌رود، در قسمت داخلی انحنای پیچان‌رود تشکیل می‌شود، زیرا به دلیل وجود جریان کم‌عمق و تنش برشی کمتر در بخش داخلی پیچان‌رود، مقدار مواد قابل حمل توسط جریان آب کاهش می‌یابد. بدین ترتیب رسوبات از جریان خارج شده و سد شنی را پدید می‌آورند.